# Major League Lacrosse Torhüter des Jahres
Die „Krauter & Co.-Major League Lacrosse Torhüter des Jahres“-Auszeichnung wird jährlich an den besten Torwart der Saison in der MLL verliehen. 2001 bis 2004 wurde die Auszeichnung von Warrior Lacrosse gesponsert.
| Jahr | Spieler           | Team                 |
| ---- | ----------------- | -------------------- |
| 2001 | Greg Cattrano     | Baltimore Bayhawks   |
| 2002 | Greg Cattrano     | Baltimore Bayhawks   |
| 2003 | Brian Dougherty   | Long Island Lizards  |
| 2004 | Greg Cattrano     | Philadelphia Barrage |
| 2005 | Chris Garrity     | Boston Cannons       |
| 2006 | Brian Dougherty   | Philadelphia Barrage |
| 2007 | Brian Dougherty   | Philadelphia Barrage |
| 2008 | Mickey Jarboe     | Los Angeles Riptide  |
| 2009 | Jesse Schwartzman | Denver Outlaws       |
| 2010 | Kip Turner        | Boston Cannons       |
| 2011 | Drew Adams        | Long Island Lizards  |